# Съли Мунтари
Съли Мунтари (на английски: Sulleyman Ali "Sulley" Muntari) роден на 27 август 1984 г. в Кононго е ганайски футболист. Традиционната му позиция е централен полузащитник, но може да играе и като ляво крило.

## Кариера
Качествата на Мунтари са забелязани още от ранна детска възраст, когато играе за Либерти Профешъналс в Акра. Става редовен участник в младежкия национален отбор на Гана, като още на 16 години достига до финала на проведеното в Аржентина световно първенство за младежи, но там ганайския отбор губи от домакините и остава със сребърните медали. Веднага след този турнир, Мунтари е повикан на проби в Манчестър Юнайтед и въпреки че го харесват, той решава да играе за италианския Удинезе.
Съли става официален играч на Удинезе през 2001 г., като прекарва първия си сезон с резервите на отбора и дебютът му идва на 6 ноември 2002 г. срещу АК Милан. Въпреки че росонерите надделяват в този двубой, пресата в Италия не пести хвалбите си по адрес на Мунтари, който успешно се справя с набезите на Кака и Едгар Давидс. Постепенно Съли си извоюва титуюярно място в отбора от Удине, но проблеми с дисциплината в последния сезон му носят 3 червени картона в рамките на 16 мача. След 5 сезона с Удинезе, Мунтари отива в Портсмут.
След предложения от Милан, Ювентус, Рома и Интер, на 30 май 2007 г., Мунтари в крайна сметка подписва петгодишен договор с английския ФК Портсмут. Прави дебюта си на 11 август 2007 г. срещу ФК Дарби Каунти, утвърждава се като неизменен титуляр за „Помпи“, където изиграва 29 мача и вкарва 4 гола. Най-доброто му представяне в първенството е при гостуването на Астън Вила, когато вкарва 2 гола от далечна дистанция. Мунтари също така изиграва 4 мача за ФА Къп, като дори отбелязва победния гол на стадиона Олд Трафорд срещу Манчестър Юнайтед. През 2008 г. печели ФА Къп с отбора на Портсмут, след което напуска отбора в посока ФК Интер.
На 28 юли 2008 г. медиите в Италия, официално потвърждават, че Мунтари е играч на Интер и ще носи фланелката с номер 20 през текущия сезон.
На 22 ноември 2008 г., Мунтари отбелязва победния гол за Интер срещу Ювентус в „Дербито на Италия“. Две седмици по късно на „Джузепе Меаца“ срещу отбора на Наполи, Мунтари отбелязва красив гол с пета, след подаване на Майкон. Мача завършва 2-1 за Интер. В последния кръг на Серия А на 31 май 2009 г. срещу Аталанта БК, Мунтари открива резултата след подаване на Луиш Фиго. По-късно в същия мач, изстрел на Мунтари е париран от вратаря на домакините, но Естебан Камбиасо довкарва топката във вратата за 3-3. В последните минути на мача Златан Ибрахимович вкарва четвъртия и победен гол за Интер, който му носи и голмайсторския приз в Серия А. Така Мунтари печели първото си Скудето в първия си сезон с Интер. В средата на сезон 2011-2012 е преотстъпен на Съндърланд. От 2012 г. играе за Милан

## Отличия
- ФА Къп: 1

Портсмут: 2008 г.
- Суперкупа на Италия: 1

Интер: 2008 г.
- Шампион на Италия: 1

Интер: 2008/09